# Ystad

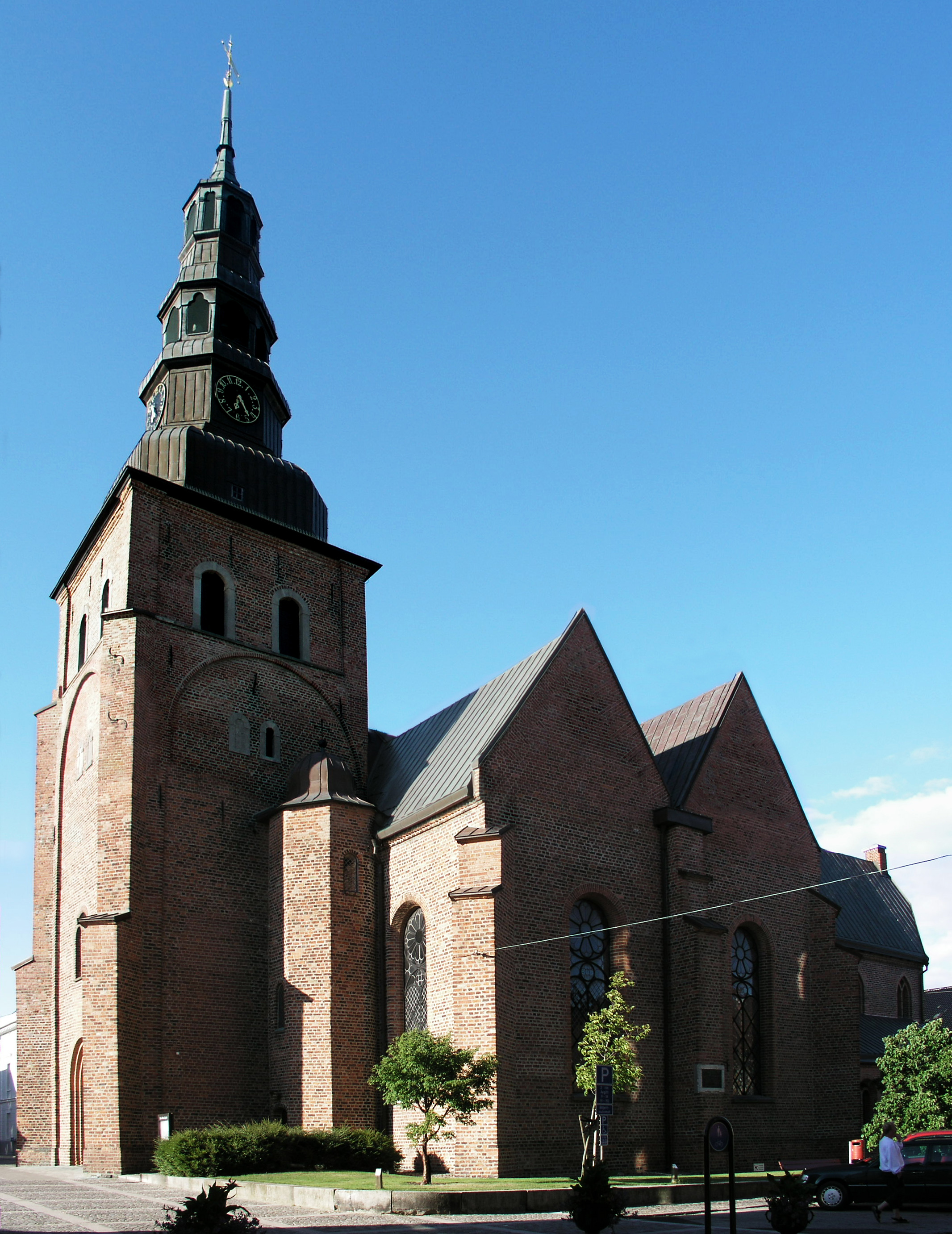
Iglesia de Santa María.

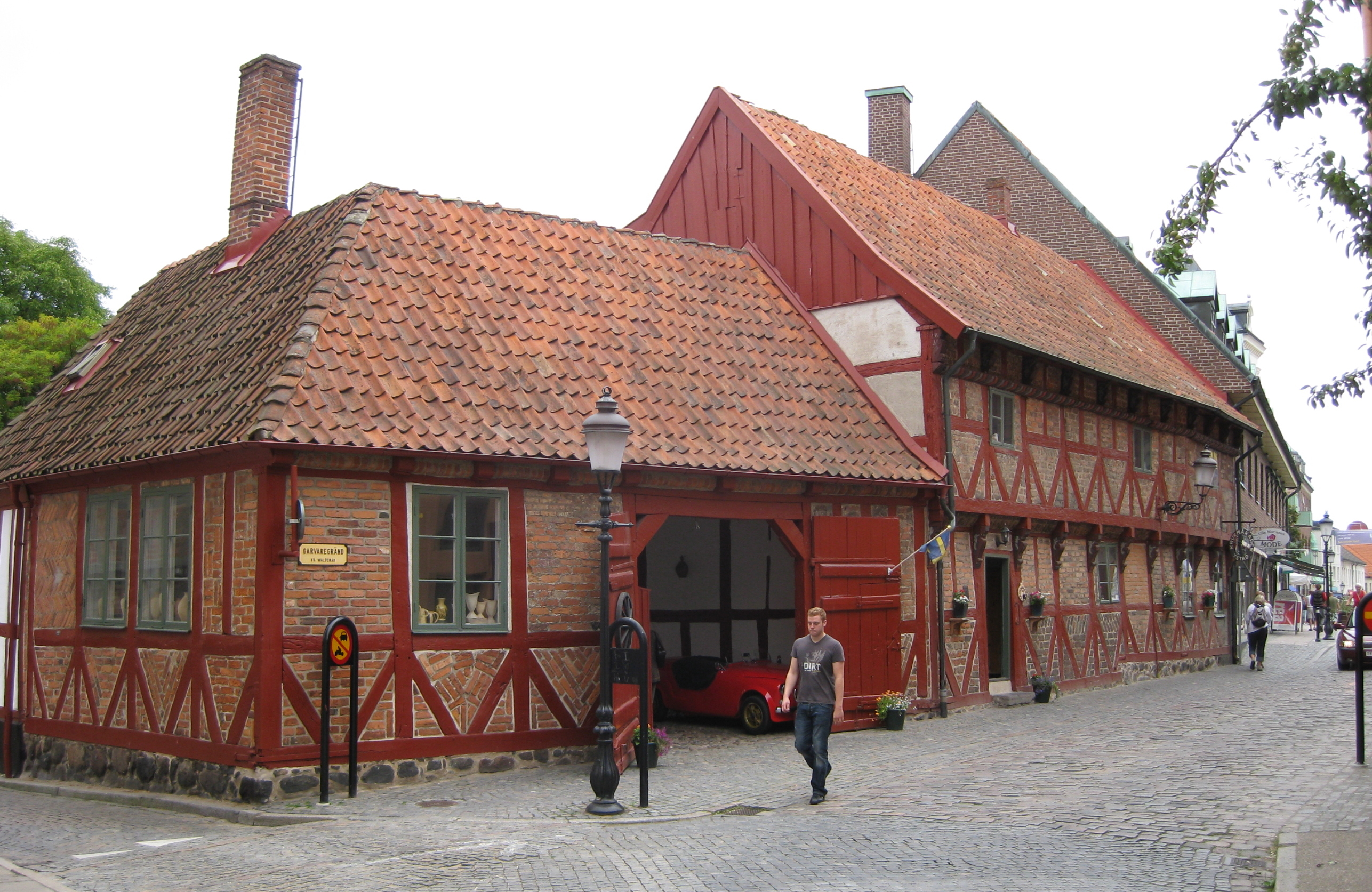
Casas antiguas de Ystad.

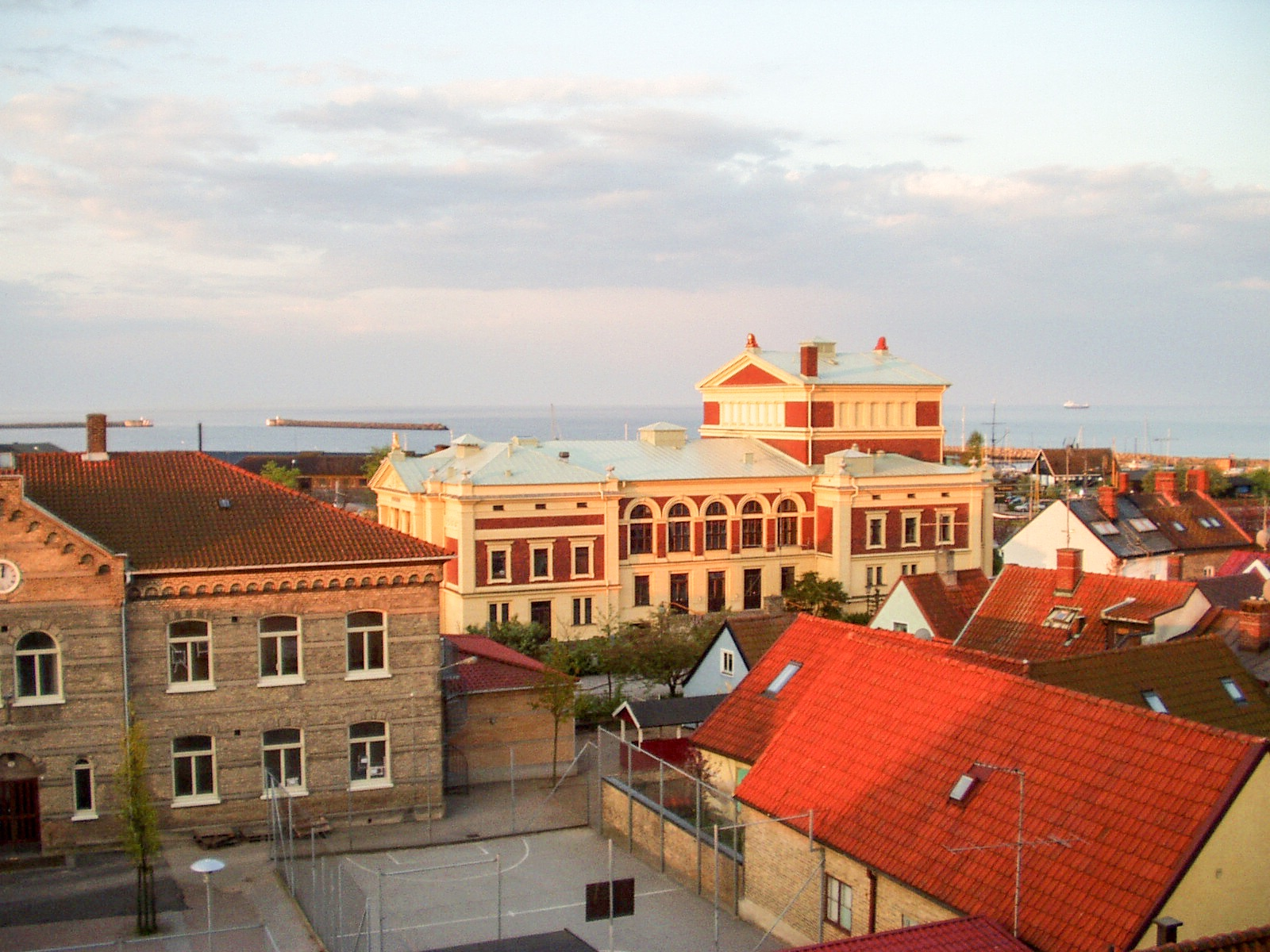
Vista al teatro de Ystad.

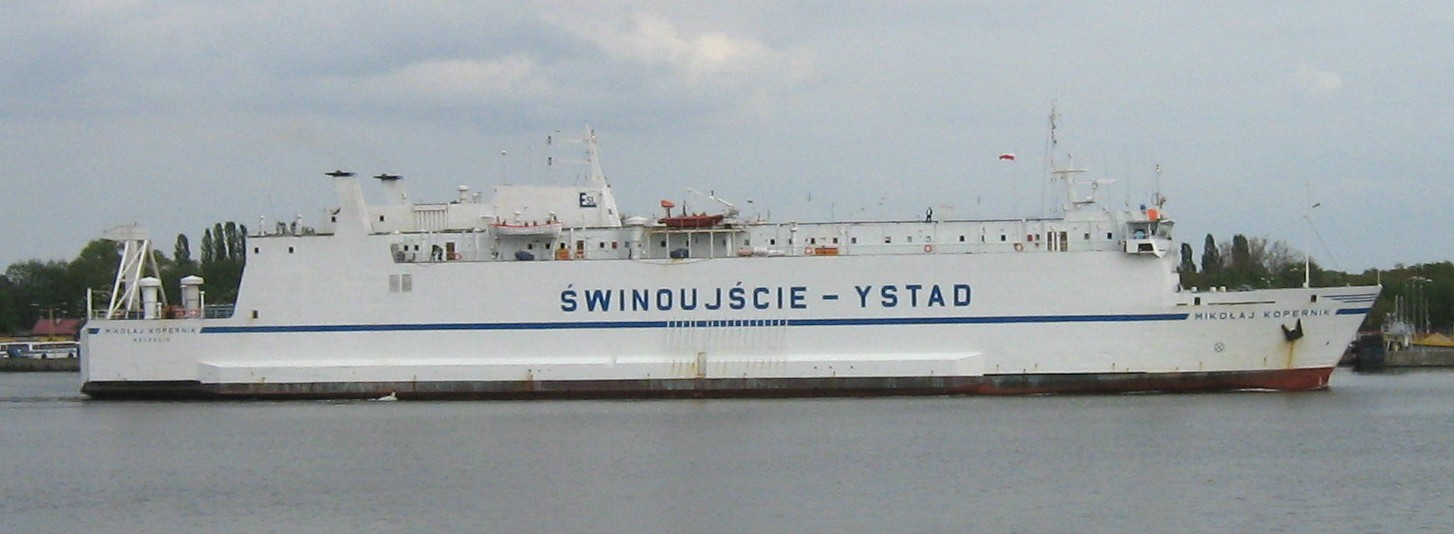
Ferry a Świnoujście, Polonia.

Ystad una ciudad del sur de Suecia, en la comarca de Escania. Tiene una población de 21 259 habitantes.

## Historia
Ystad es mencionado por primera vez en 1244, en 1267 se funda el Monasterio Franciscano Gråbrödraklostret. Ystad se une a la Liga Hanseática en el siglo XIV. En 1599 el pueblo obtuvo el derecho a exportar bueyes. Según el Tratado de Roskilde, Ystad junto a toda Escania fueron transferidos desde la soberanía danesa a la Sueca en 1658, en aquel momento la población superaba las 1600 personas. En 1850 alcanzó las 5000. En 1866 Ystad ganó una conexión ferroviaria y se estableció una guarnición permanente en el pueblo, que en 1890 alcanzó los 10 000 habitantes. Después de la Segunda Guerra Mundial, se abrió un servicio de ferris hacia Polonia y la isla danesa de Bornholm.

## Actualidad
Entre las principales actividades económicas del pueblo están el comercio, la artesanía y el turismo. Se considera a Ystad como una de las ciudades mejor preservadas de toda la provincia de Escania, y pocas ciudades suecas pueden igualar lo pintoresco de sus casas antiguas o calles.
El pueblo tiene dos grandes iglesias medievales, La iglesia de San Pedro (también conocida como Klosret) y la iglesia de la Virgen María (Mariakyrkan), ambas muy influenciadas por la arquitectura gótica Hanseática, típica de las iglesias que rodean al mar Báltico.
Ystad es conocida internacionalmente por ser el lugar donde desarrolla su actividad Kurt Wallander, el policía de ficción que protagoniza la popular serie de novela negra de Henning Mankell.
La BBC rodó allí la impecable teleserie "Wallander", protagonizada por Kennneth Branagh. 
Hay ferris frecuentes hacia Bornholm, Dinamarca, y Świnoujście/Swinemünde en Polonia.
El pueblo tiene conexiones ferroviarias con Malmö, Simrishamn, y Copenhague.

## Etimología
En 1285 el nombre de la ciudad se escribía Ystath. Su significado original no se conoce por completo, pero probablemente la y tenga algo que ver con una palabra antigua danesa para denominar al Tejo, - stad es pueblo, o mejor, lugar. En tiempos daneses antes de 1658, la pronunciación era Ysted.

## Deportes
El deporte más popular en Ystad es el Balonmano, o Handball, con dos grandes clubes. El Ystad IF, está posicionado en los más alto de la Liga Nacional Sueca de Balonmano (Elitserien, en el 2008) mientras que el IFK Ystad está en la segunda división (Division 1, en el 2008). Con los años muchos jugadores famosos de Balonmano han jugado en estos clubes, incluyendo al tal vez más conocido, Perl Carlén.

## Medios
El único diario activo en Ystad es el Ystads Allehanda, que además cubre a los municipios vecinos de Skurup, Tomelilla, Simrishamn y Sjöbo. El diario se fundó en 1873.

## Personas destacadas
- Lykke Li (1986), Cantante-compositor.
- Michael Saxell (1956), compositor, artista y productor.
- Richard Andersson (1972), músico y compositor.
- Rolf Holmgren (1946), actor y guionista.
- Ernst-Hugo Järegård (1928-1998), actor.
- Börje Langefors (1915-2009), científico informático.
- Gunnar Malmquist (1893-1982), astrónomo.
- Anna Q. Nilsson (1888-1974), actriz Sueca nacida en Estados Unidos.
- Frans Jeppsson-Wall (1998), conocido artísticamente como Frans, cantante y compositor sueco participante en el Festival de la Canción de Eurovisión 2016.
- Edda Magnason, cantante, compositora, pianista y actriz de cine.

En la tradición, el detective ficticio Kurt Wallander vive y trabaja en Ystad.

## Ciudades hermanadas
- Haugesund, Noruega